# 卡卡瓦伊喬山
14°42′10″S 69°18′05″W / 14.70278°S 69.30139°W
卡卡瓦伊喬山（Jajahuaycho），是秘魯的山峰，位於該國東南部普諾大區，由聖安東尼奧德普蒂納省的阿納內阿區負責管轄，屬於阿波洛班巴山脈的一部分，海拔高度約5,200米。